# Spikklubbespindel
Spikklubbespindel (Rugathodes bellicosus) är en spindelart som först beskrevs av Simon 1873.  Spikklubbespindel ingår i släktet Rugathodes och familjen klotspindlar. Arten är reproducerande i Sverige. Inga underarter finns listade i Catalogue of Life.